# Sachalin (Brzeziny)
Sachalin – część wsi Brzeziny w Polsce położona w województwie śląskim, w powiecie kłobuckim, w gminie Przystajń. 
W latach 1975–1998 Sachalin administracyjnie należał do województwa częstochowskiego.